# Headout
Headout é uma plataforma online para os turistas descobrirem e reservar visitas, excursões, passeios de um dia e conseguir bilhetes de última hora para as principais atracções turísticas, museus, espectáculos e eventos. Ela foi fundada por Varun Khona, Suren Sultania e Vikram Jit Singh em 2014, com sede em Nova York, EUA.